# Роналд Девіс (хокеїст на траві)
Роналд Девіс (англ. Ronald Davis, 28 грудня 1914 — 24 жовтня 1989) — британський хокеїст на траві.
Срібний призер Олімпійських Ігор 1948 року.